# Mayda Insula
Mayda Insula est une formation d'albédo claire d'environ 150 × 90 kilomètres située sur Titan, le plus gros satellite naturel de Saturne, par 79,1° N et 312,2° W, dans la région septentrionale de Kraken Mare, la plus vaste mer de Titan. Cet astre possède les seules îles identifiées avec une relative certitude en dehors de notre planète, et Mayda est la plus vaste d'entre elles, entourée d'une étendue liquide d'hydrocarbures légers et d'azote dissous par une température ne dépassant sans doute pas 83 K, soit −190 °C.
Mayda Insula a été nommée d'après une île imaginaire figurée à différents endroits de l'océan Atlantique nord sur diverses cartes médiévales (telles que l'Atlas catalan ou la mappemonde d'Andrea Bianco) sans jamais avoir pu être rapprochée de façon probante d'une île existante.

## Géologie

### Lacs et mers sur Titan
L'imagerie radar à synthèse d'ouverture (SAR) de la sonde Cassini a permis d'identifier en été 2005 près du pôle sud de Titan la première surface plane — en l'occurrence, celle du lac Ontario — interprétée comme celle d'une étendue liquide de méthane et d'éthane, des hydrocarbures légers. Le spectromètre cartographe infrarouge et visible (VIMS) de Cassini a permis par la suite de préciser la nature de cette surface et d'établir qu'il s'agit bien de méthane liquide mélangé à de l'éthane et d'autres hydrocarbures légers, ainsi qu'à de l'azote liquide. Depuis, la plupart de ces lacs ont été repérés près du pôle nord de l'astre, où ils ne seraient peut-être pas permanents mais migreraient d'un pôle à l'autre au gré des saisons, voire en un cycle de 45 000 ans.

### Kraken Mare
Bien que seul le lac Ontario, près du pôle sud, ait été à ce jour clairement caractérisé comme étant liquide, les formations d'apparence similaire au radar mais situées près du pôle nord sont également identifiées comme des étendues d'hydrocarbures liquides, extrapolation indirectement validée le 8 juillet 2009 par l'observation de la réflexion du soleil à la surface de Kraken Mare à travers les nuages de Titan, réflexion qui n'a pu être observée par Cassini que lorsque le point spéculaire se trouvait sur une surface plane identifiée au radar, ce jour-là à proximité de la « côte » méridionale de Kraken Mare.

### Mayda Insula
Les relevés topographiques de Kraken Mare établis par recoupement des données radar obtenues des régions boréales de Titan à des dates et sous des angles différents par Cassini, qui permettent de construire des vues stéréoscopiques, ont confirmé à la fois que les surfaces sombres au radar — donc lisses — correspondent aux minima locaux d'altitude, et que les terrains clairs atteignent des élévations allant jusqu'à 1 200 mètres au-dessus des lignes côtières, avec cependant une incertitude accrue au sud de Mayda Insula, où le différentiel de réflectivité altère la précision des calculs.